# Пензенский государственный университет
Пензенский государственный университет (ПГУ) — государственный университет в городе Пензе. Основан в 1943 году. ПГУ является, по сути, родоначальником двух других крупнейших учебных заведений Пензы: Пензенский инженерно-строительный институт, ныне ПГУАС, был создан в 1958 году на базе строительного факультета Пензенского политехнического института, преемником которого является ПГУ. Что касается ПензГТУ, то его «прародитель» - завод-втуз - был создан 30 декабря 1959 года на базе завода счетно-аналитических машин как филиал ППИ.

## История
Образован на основе эвакуированного в Пензу Одесского индустриального института приказом Всесоюзного комитета по делам высшей школы при Совете народных комиссаров СССР «О возобновлении деятельности Одесского индустриального института в городе Пензе» от 3 июля 1943 года.
Под названием «Пензенский индустриальный институт» был открыт 1 ноября 1943 года в составе 11 кафедр.
В 1959 году приказом министра высшего образования СССР Пензенский индустриальный институт был переименован в Пензенский политехнический институт, а на основе строительного факультета был образован Пензенский инженерно-строительный институт.
5 июля 1993 года приказом председателя Государственного комитета Российской Федерации по высшему образованию Пензенский политехнический институт был переименован в «Пензенский государственный технический университет».
22 января 1998 года приказом министра общего и профессионального образования Российской Федерации Пензенский государственный технический университет был переименован в Пензенский государственный университет.
23 апреля 2012 года приказом Минобрнауки России Пензенский государственный университет реорганизован в форме присоединения к ПГУ Пензенского педагогического университета имени В.Г. Белинского в качестве структурного подразделения.

## Университет сегодня
После присоединения в 2012 году ПГПУ им. В.Г. Белинского к ПГУ руководство университета хотело повысить статус вуза. Предполагалось, что из просто университета ПГУ станет национально-исследовательским университетом, ранг которого намного выше и по условиям финансирования, и по статусу . Однако этого не произошло.
В апреле 2015 года была утверждена Стратегия развития Пензенского государственного университета до 2020 года, в которой определено перспективное видение ПГУ как опорного регионального университета . Ни по итогам первой волны отбора, ни по итогам второй волны ПГУ не смог получить статус опорного вуза .
В октябре 2021 года ПГУ не стал участвовать в конкурсе на попадание федеральную программу «Приоритет-2030». В рамках программы каждый год на протяжении 10 лет 106 вузам-победителям должно выделяться по 100 миллионов рублей. Её цель – увеличить вклад высшей школы в научно-технологическое и социально-экономическое развитие страны, сформировать к 2030 году больше 100 прогрессивных университетов. Стоит отметить, что 11 из 34 заявившихся в программу «Приоритет-2030» университетов из Приволжского федерального округа не прошли конкурсный отбор. По-настоящему опозорились Чувашия и Пензенская область: ни одно из высших учебных заведений из этих субъектов РФ не вошло в федеральную программу «Приоритет-2030». Все остальные регионы ПФО были представлены хотя бы одним вузом . В 2024 году Пензенский государственный университет представил проект концепции развития для участия в программе «Приоритет-2030», однако по итогам отбора кандидатов в государственную программу не попал в неё .
В настоящее время ПГУ — самый крупный вуз Сурского края, уверенно лидирующий на образовательном пространстве Пензенской области, форпост высшей школы региона. В настоящее время число обучающихся в ПГУ превышает 20000 человек — это 60% всех студентов Пензенской области. Сегодня здесь трудятся около 200 докторов наук, профессоров, около 700 кандидатов наук, доцентов. Важно, что преподаватели университета принимают активное участие в экономической и общественно-политической жизни региона. Значителен вклад представителей Пензенского государственного университета в разработку одного из основополагающих документов — Стратегии развития Пензенской области до 2035 года .

#### Позиции в рейтингах
| Глобальные рейтинги                                                                                     | 2025             | 2024                               | 2023                                | 2022                             | 2021                             | 2020            | 2019    | 2018    | 2017   | 2016    | 2015 |           |           |           |           |           |
| Мировой рейтинг университетов Times Higher Education (Times Higher Education World University Rankings) |                  | 1501+                              | 1501+                               |                                  |                                  |                 |         |         |        |         |      |           |           |           |           |           |
| ShanghaiRanking’s ARWU                                                                                  |                  | -                                  | -                                   | -                                | -                                | -               | -       | -       | -      | -       | -    |           |           |           |           |           |
| QS World University Rankings                                                                            |                  | -                                  | -                                   | -                                | -                                | -               | -       | -       | -      | -       | -    |           |           |           |           |           |
| «Три миссии университета»                                                                               |                  | ↘1401-1500 (Ранг по стране: 67-81) | ↗ 1301-1400 (Ранг по стране: 62-73) | 1401-1500(Ранг по стране: 72-86) | 1401-1500(Ранг по стране: 73-86) | -               |         |         |        |         |      |           |           |           |           |           |
| Региональные рейтинги                                                                                   |                  | 2024                               | 2023                                | 2022                             | 2021                             | 2020            | 2019    | 2018    | 2017   | 2016    | 2015 |           |           |           |           |           |
| QS University Rankings: BRICS                                                                           |                  | -                                  | -                                   | -                                | -                                | -               | 351-400 | -       | -      | -       | -    |           |           |           |           |           |
| QS Emerging Europe & Central Asia                                                                       |                  | -                                  | -                                   | 251-300                          | 251-300                          | 231-240         | 201-250 | 191-200 |        | 151-200 |      |           |           |           |           |           |
| Российские рейтинги                                                                                     |                  | 2024                               | 2023                                | 2022                             | 2021                             | 2020            | 2019    | 2018    | 2017   | 2016    | 2015 | 2014/2015 | 2013/2014 | 2012/2013 | 2011/2012 | 2010/2011 |
| «Интерфакс»                                                                                             | ↗83-84           | ↘89-91                             | 81                                  | ↘81-83                           | ↘68-69                           | ↗66-67          | ↗70-71  | ↘79     | ↘75-76 | ↘71     | 67   | ↘67       | ↘61       | ↘46-50    | ↗38-39    | 57-59     |
| RAEX |                  | -                                  | -                                   | -                                | -                                | -               | -       | -       | -      | -       | -    |           |           |           |           |           |
| Forbes                                                                                                  | _                | ↘92                                |                                     | -                                | -                                | 78              | -       | -       |        |         |      |           |           |           |           |           |
| Национальный агрегированный рейтинг                                                                     | Топ-100 (1 лига) | Топ-100 (1 лига)                   | Топ-100 (1 лига)                    | Топ-100 (1 лига)                 | Топ-100 (1 лига)                 | Топ-50 (1 лига) | 2 лига  |         |        |         |      |           |           |           |           |           |

## Структура университета
9 институтов, военный учебный центр, 3 филиала, многопрофильный колледж — такова на сегодняшний день структура ПГУ, который является крупнейшим высшим учебным заведением области.
В состав университета входят :
1. Педагогический институт имени В. Г. Белинского:
  - Историко-филологический факультет
  - Факультет педагогики, психологии и социальных наук
  - Факультет физико-математических и естественных наук
  - Центр дополнительного педагогического образования
2. Политехнический институт:
  - Факультет вычислительной техники
  - Факультет информационных технологий и электроники
  - Факультет промышленных технологий,электроэнергетики и транспорта
3. Медицинский институт:
  - Лечебный факультет
  - Факультет стоматологии
4. Институт физической культуры и спорта
5. Юридический институт
6. Институт экономики и управления
7. Институт непрерывного образования:
  - Многопрофильный колледж
  - Межотраслевой региональный центр повышения квалификации и дистанционного образования
  - Центр организации приема и довузовской подготовки
8. Институт международного сотрудничества
9. Научно-исследовательский институт фундаментальных и прикладных исследований

#### Филиалы
В состав ПГУ входят следующие филиалы:
- Кузнецкий институт информационных и управленческих технологий
- Нижнеломовский филиал
- Сердобский филиал

## Известные выпускники
- Власов Александр Васильевич (1926—2017) — организатор строительного производства. В 1968—1978 гг. — управляющий строительным трестом № 21, г. Уфа. Лауреат премии Совета Министров СССР. Выпускник 1949 года;
- Пацаев Виктор Иванович (1933—1971) — лётчик-космонавт, Герой Советского Союза. Первый астроном в мире, работавший за пределами земной атмосферы. Выпускник 1955 года;
- Учайкин Илья Григорьевич (1934—2004) — учёный, инженер-электромеханик. Лауреат Ленинской премии. Выпускник 1957 года;
- Шаролапова Таисия Фёдоровна (1925—2009) — начальник сборочного цеха Пензенского часового завода. Герой Социалистического Труда. Выпускница 1962 года;
- Щербаков Александр Евгеньевич (1928—2016) — партийный и государственный деятель, председатель Пензенского горисполкома в 1965—1984 гг. Выпускник 1951 года;
- Ютландов Юрий Дмитриевич (1934—2010) — организатор производства. Генеральный директор производственного объединения «Электровыпрямитель», г. Саранск. Герой Социалистического Труда. Выпускник 1956 года.

## Критика и скандалы

#### Утверждение Гулякова А.Д. в должности ректора
Доктор технических наук, профессор, заслуженный деятель науки РФ В. И. Левин в газете «Троицкий вариант — наука» отмечает, что он «испытал шок, который не прошел до сих пор» из-за избрания трудовым коллективом ректором ПГУ  отставного полицейского генерала А. Д. Гулякова. В своё время Гуляков А.Д. дважды безуспешно поступал на обучение в ППИ/ПГУ, после чего проходил службу в армии и милиции.  По мнению Левина, такое решение наносит ущерб репутации университета, абсурдно из-за полного незнания отставным силовиком университетских реалий и может быть разумно объяснено только одним способом: поставлен лояльный ректор. Левин утверждает, что Гуляков и сам не отрицает свою удалённость от сфер науки и образования.